# Teun Beijnen
Anthonie „Teun“ Christiaan Beijnen (* 13. Juni 1899 in Ophemert; † 13. Juli 1949 Beusichem) war ein niederländischer Ruderer und Olympiasieger.
Teun Beijnen gewann bei den Europameisterschaften 1923 zusammen mit Willy Rösingh, P.M. Duyvis, M.M.C. Posno und M.O. Davis die Silbermedaille im Vierer mit Steuermann hinter dem Boot aus der Schweiz. Bei den Olympischen Spielen 1924 in Paris traten nur drei Boote im Zweier ohne Steuermann an, im Finale am 17. Juli trafen Rösingh und Beijnen auf die Franzosen Maurice Bouton und Georges Piot. Nach 8:19,4 min erreichten die Niederländer das Ziel mit zwei Sekunden Vorsprung vor den Franzosen, die Briten waren zum Finale nicht angetreten.
Die Europameisterschaften 1924 fanden wenige Wochen nach den Olympischen Spielen statt. Im Zweier ohne Steuermann  gewannen die Schweizer Alois Reinhard und Wilhelm Siegenthaler vor Rösingh und Beijnen. Hingegen siegten Rösingh und Beijnen zusammen mit Steuermann C.J.A. van Lummel im Zweier mit Steuermann vor dem Schweizer Boot und den italienischen Olympiasiegern.
Teun Beijnen wechselte danach in den Achter. Bei den Europameisterschaften 1925 erruderte er mit dem niederländischen Achter die Silbermedaille hinter den Schweizern. 1926 gewann der niederländische Achter den Titel und Beijnen war damit zum zweiten Mal Europameister.  Bei den Olympischen Spielen 1928 in Amsterdam schied Beijnen mit dem Achter in der zweiten Runde aus.
Nach seiner Ruderkarriere nahm Beijnen zweimal an der Rallye Monte Carlo teil. Er betrieb mehrere Firmen und gehörte während des Zweiten Weltkriegs zum Widerstand in Beusichem. Mit fünfzig Jahren starb der passionierte Raucher an Herzversagen.